# Cabó
Cabó ist eine Gemeinde (municipio) mit 89 Einwohnern (Stand: 2024) in der Provinz Lleida in der Autonomen Region Katalonien.    Zur Gemeinde gehören neben dem Hauptort Cabó die Ortschaften El Pujal d’Organyà und El Vilar deCabó.

## Lage und Klima
Cabó liegt in den Bergen der südlichen Pyrenäen in einer durchschnittlichen Höhe von ca. 770 m. Cabó liegt etwa 100 Kilometer nordöstlich von Lleida. Das Klima ist warm und gemäßigt, der Jahresgesamtniederschlag beträgt 790 mm.

## Bevölkerungsentwicklung
| Jahr      | 1970 | 1981 | 1990 | 2001 | 2011 | 2021 |
| Einwohner | 243  | 163  | 142  | 119  | 94   | 94   |

## Sehenswürdigkeiten
- Dolmen
- Serniuskirche von Cabó
- Michaeliskirche in Vilar de Cabó
- Isidorkirche

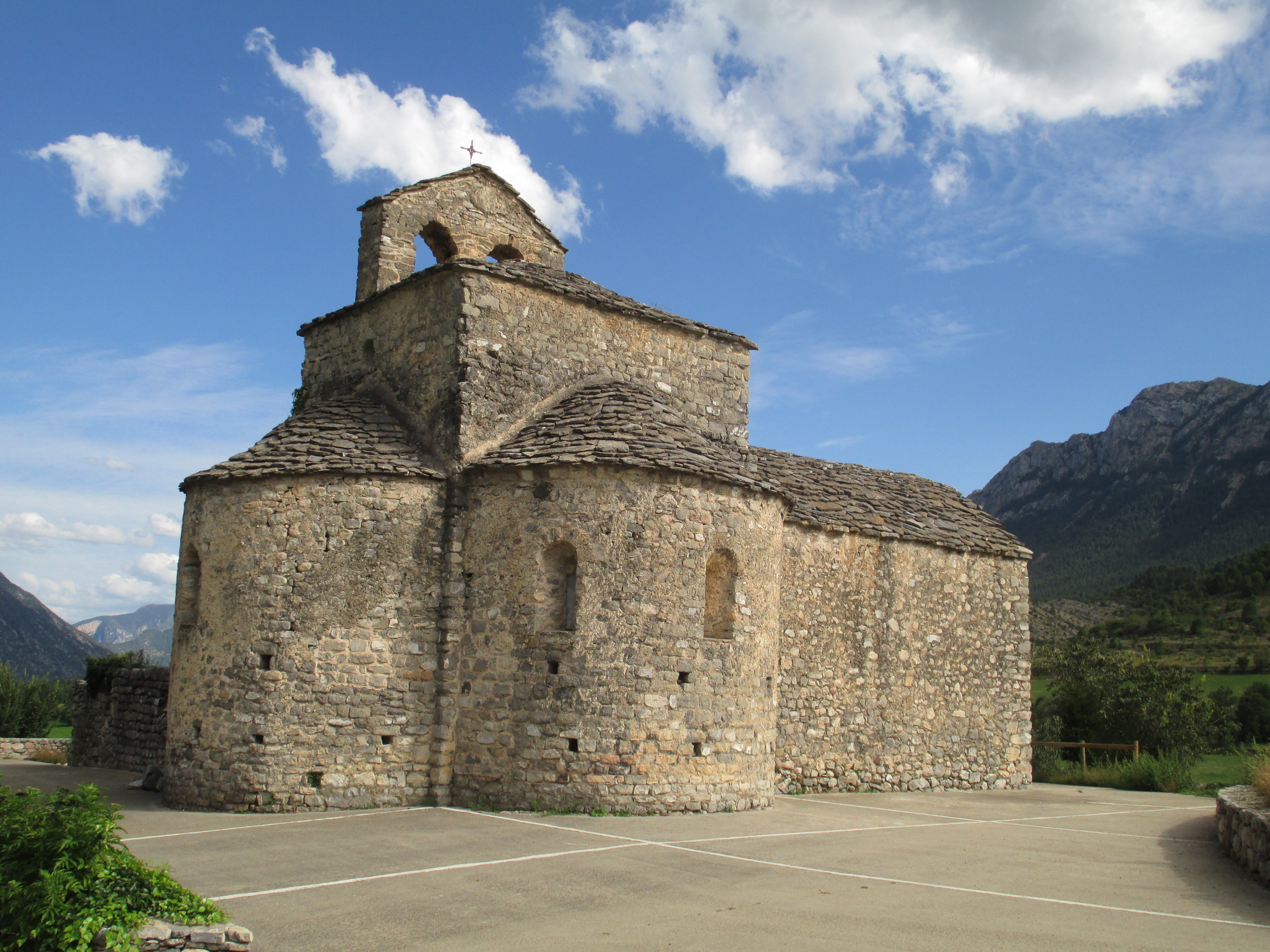
Serniuskirche
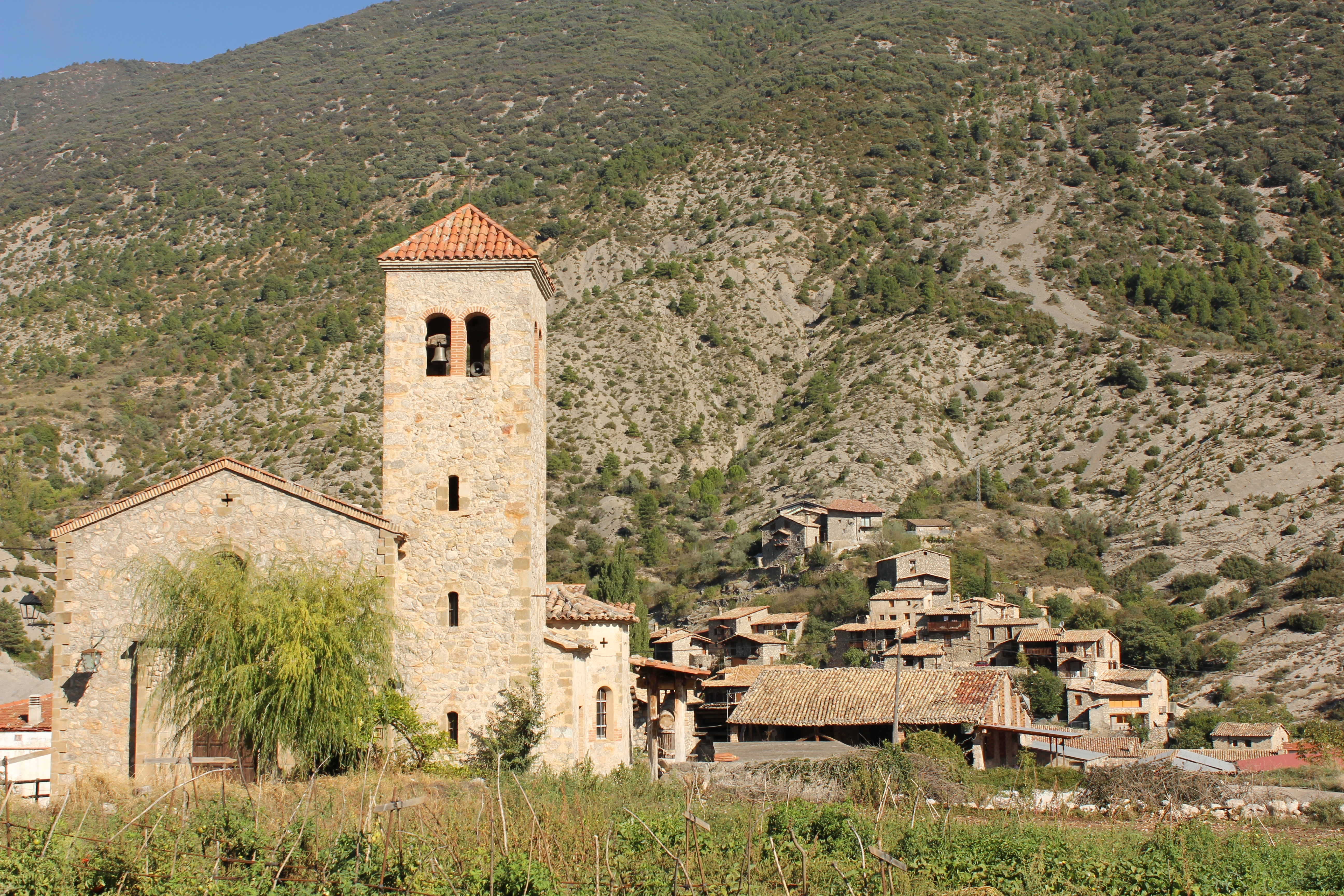
Isidorkirche
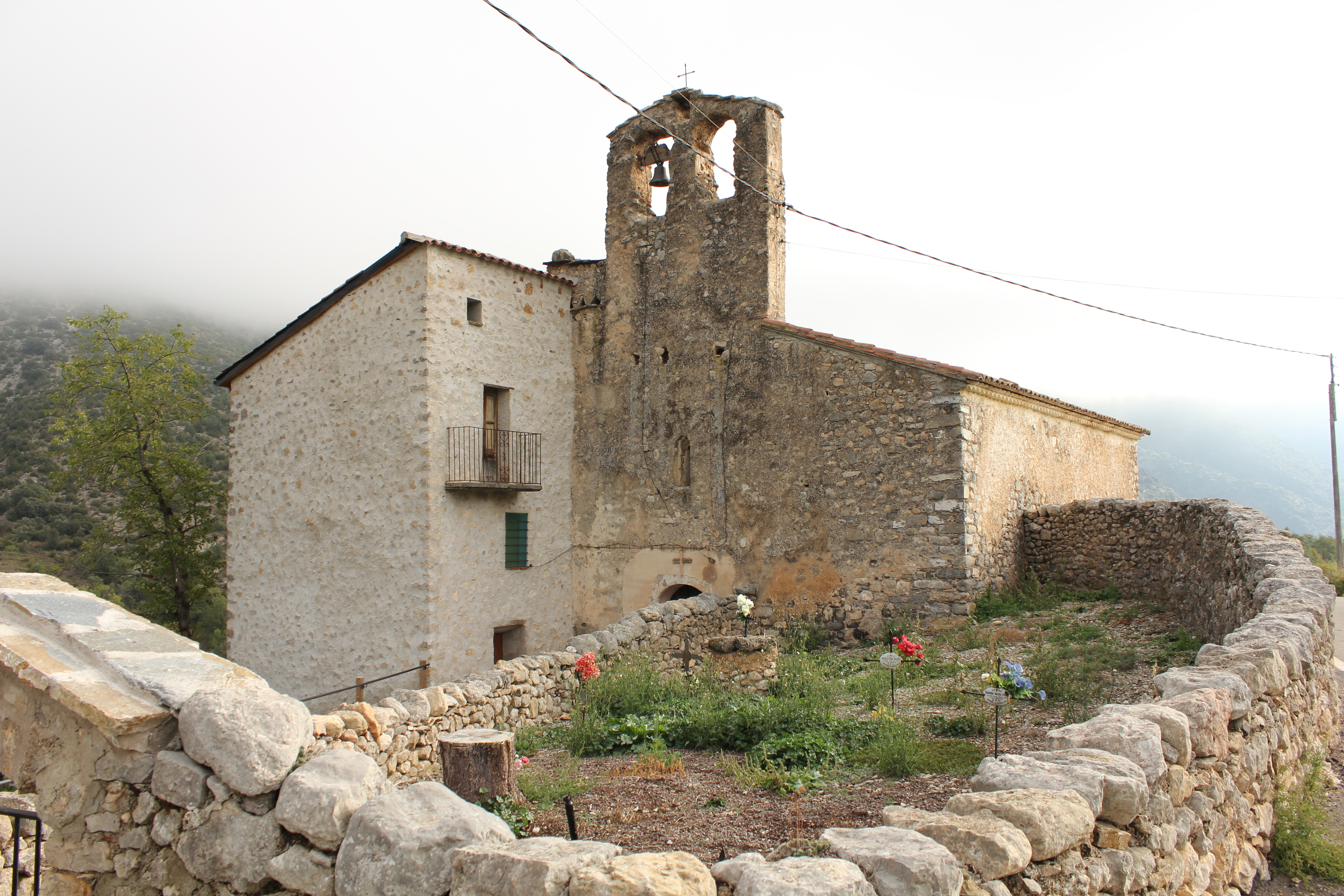
Michaeliskirche
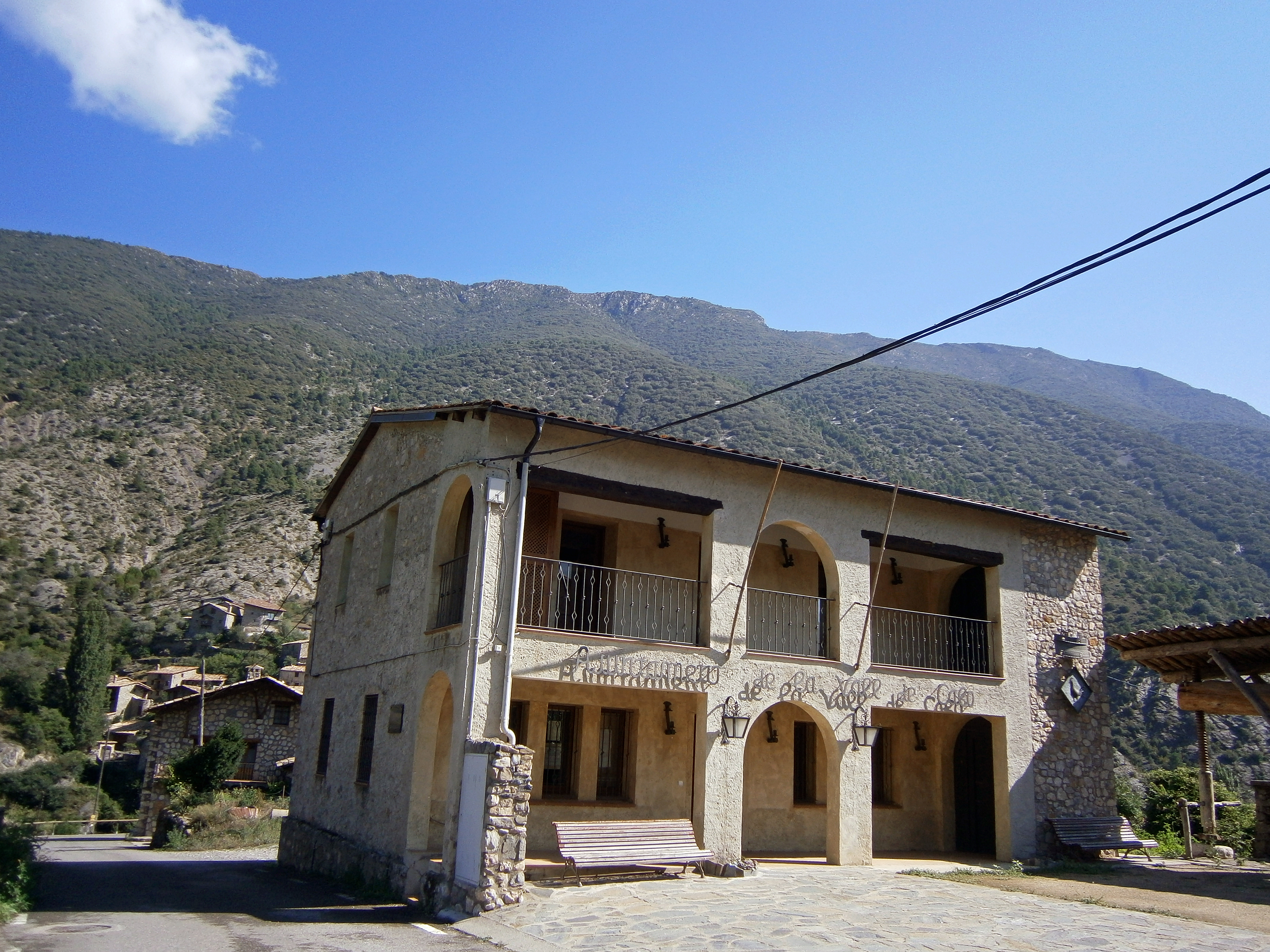
Rathaus